# Song (Kaiserin)
Kaiserin Song (Geburtsname unbekannt; † 178) war eine Kaiserin der chinesischen Han-Dynastie. Sie war die erste Gemahlin des Kaisers Ling und fiel später den mächtigen Eunuchen zum Opfer.

## Familiärer Hintergrund und Heirat mit Kaiser Ling
Die spätere Kaiserin Song wurde in eine ehrenvolle Sippe geboren, die aber nicht besonders mächtig war. Ihr Vater Song Feng war ein Großneffe der Konkubine Song, der kaiserlichen Konkubine des Kaisers Zhang, die den ersten Kronprinzen Liu Qing geboren hatte. Während der frühen Regierungsjahre des Kaisers Ling diente er als Kommandant der Verteidigungstruppen der Hauptstadt Luoyang. Ihre Tante war die Gemahlin von Liu Li aus Bohai, dem Bruder von Kaiser Lings Vorgänger Kaiser Huan.
Im Jahre 170 wurde Frau Song zur kaiserlichen Konkubine erkoren. Im Jahre 171 wurde sie zur Kaiserin erhoben, obwohl sie nicht die bevorzugte Konkubine war; vielleicht wegen ihrer namhaften Verwandtschaft. Ihr Vater Song Feng wurde zum Marquis ernannt.

## Fall und Tod
Wie bereits gesagt genoss Kaiserin Song niemals Kaiser Lings Vorzug. Deshalb wurde sie oft von den Konkubinen verleumdet, die sie verdrängen wollten. Im Jahre 172 geschah ein Missgeschick, das sie fortan verfolgen sollte. Der mächtige Eunuch Wang Fu beschuldigte den Prinzen Li von Bohai verleumderisch des Verrats, nachdem dieser ihm zu wenig Schmiergeld gezahlt hatte. Prinz Li wurde zum Selbstmord gezwungen, und sein gesamter Hausstand – auch seine Gemahlin – wurde hingerichtet. Danach befürchteten Wang Fu und seine Spießgesellen, dass Kaiserin Song, sobald sie mehr Macht erlangt hätte, diese gegen sie verwenden würde, um ihre Tante zu rächen. Deshalb verschworen sie sich mit den Konkubinen, um sie der Hexerei zu beschuldigen. Im Jahre 178 gab Kaiser Ling ihnen schließlich nach und setzte Kaiserin Song ab. Sie wurde eingekerkert und starb in Verzweiflung. Ihr Vater Song Feng und seine Brüder wurden alle hingerichtet. Manche der Eunuchen, die nicht in die Verschwörung verstrickt waren, nahmen sich des Leibs der Toten an und bestatteten sie ehrenhaft, als Gemeine.
| Vorgänger | Amt                        | Nachfolger |
| --------- | -------------------------- | ---------- |
| Dou Miao  | Kaiserin von China 171–178 | He         |

| Personendaten    | Personendaten                         |
| ---------------- | ------------------------------------- |
| NAME             | Song                                  |
| KURZBESCHREIBUNG | chinesische Kaiserin der Han-Dynastie |
| GEBURTSDATUM     | 1. Jahrhundert oder 2. Jahrhundert    |
| STERBEDATUM      | 178                                   |